# Świecko
Świecko (deutsch Schwetig) ist ein Dorf in der polnischen Woiwodschaft Lebus. Es gehört zur Gemeinde Słubice (Dammvorstadt).

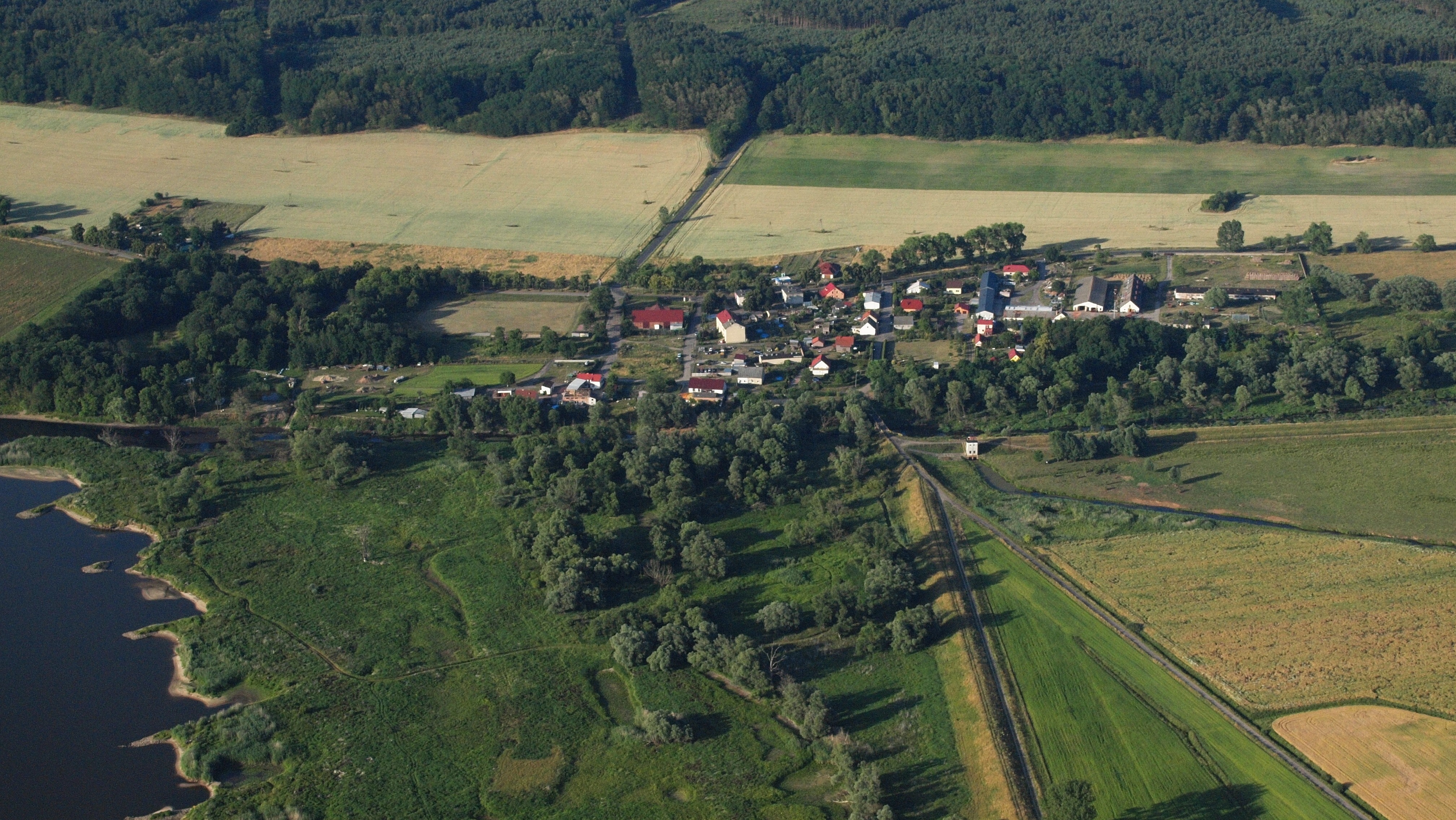
Luftaufnahme der Ortschaft (2015)

## Geographie
Der Ort liegt in der Mark Brandenburg am rechten Oderufer an der Mündung der Eilang, etwa sechs Kilometer  südlich von Słubice (Dammvorstadt), 66 Kilometer südwestlich von Gorzów Wielkopolski (Landsberg an der Warthe) und 75 Kilometer nordwestlich von Zielona Góra (Grünberg in Schlesien).

## Geschichte
Im Jahr 1354 kaufte der Magistrat der Stadt Frankfurt (Oder) das  seinerzeit Sweyt genannte Dorf seinen Besitzern Nicolaus und Hermann  von Lossow ab und fügte es den Eigentumsortschaften der Stadtkämmerei hinzu.  Mit dem Kauf erwarb Frankfurt eine Siedlung mit 12 Hufen Fläche, 17 Bauern, zehn mit je einer halben Hufe, die restlichen sieben mit je einer Hufe Land, und sechs Kossäten. Die bäuerliche Feldmark hatte eine Flächengröße von insgesamt  2810 Morgen.  Da der Stadt Frankfurt auf dem rechten Oderufer auch die benachbarten vier Dörfer Kunersdorf, Kunitz, Reipzig und Trettin gehörten und die fünf Dörfer zusammengenommen die Eigenschaft eines Ritterguts besaßen, hatte der Stadtrat Anspruch auf einen Sitz der Ritterschaft im Landtag.
1477 zog ein Heer unter Hans von Sagan durch das Dorf und plünderte es.  1516 waren nur noch sechs Bauern vorhanden, aber 13 Kossäten. 1651 gab es eine Schule im Ort.
1759 während des Siebenjährigen Krieges wurde Schwetig 1759 während der Schlacht bei Kunersdorf von der russischen Armee niedergebrannt. Einzig die Schmiede überstand den Brand.
1763 wurde ein Mattig Dorfschulze. Dieses Amt blieb, abgesehen von einer kurzen Unterbrechung, bis 1852 in Händen dieser Familie. Vergleicht man die Situation mit den anderen Ratsdörfern Frankfurts, so ist dies sehr ungewöhnlich. Denn vor allem seit dem 18. Jahrhundert wechselten die Schulzen häufig, da die Position durch weniger Privilegien immer unattraktiver wurde. Nur das ebenfalls zu Frankfurt gehörende Trettin konnte eine ähnliche Beständigkeit aufweisen. 1785 hatte das Dorf 18 Bauern, 13 Kossäten, neun Hausleute, einen Bauernschäfer, drei Hirten, einen Laufschmied, einen Unterförster sowie einen Schulmeister.
Im November 1806 wurde der Ort von der französischen Armee besetzt, und die Einwohner mussten Soldaten Unterkunft gewähren und sie versorgen. 1820 gab es 50 Wohn- und 60 Wirtschaftshäuser sowie eine Mühle. 1838 wurden in einer Gewerbetabelle für das Dorf drei Einlieger, acht Ganzbauern, zehn Halbbauern 13 Kossäten, elf Büdner, 14 Altsitzer und drei Hirten aufgeführt.
Ein großer Brand vernichtete am 13. Juni 1855 20 Häuser, 16 Scheunen, 31 Ställe und drei Schuppen.
1873 kam das Dorf im Rahmen einer Verwaltungsreform zum Landkreis Weststernberg.
Ein Inspektionsbericht vermerkte 1914 über die Schule Schulhaus für Bedürfnisse ausreichend, wobei auf Grund der Kenntnisse der Finanzlage und der Situation der Schulen im Umkreis zu vermuten ist, dass die Ausstattung nur sehr gering war. 1929 erhielt die Schule eine Rundfunkanlage für den Unterrichtsgebrauch.
Bei den Kreistagswahlen am 30. November 1925 wählten in Schwetig 152 Personen die SPD, sieben den Block der Mitte, 142 die Brandenburger Heimatliste und neun die NSDAP. Die KPD erhielt keine Stimmen.
Bei den Reichstagswahlen vom 31. Juli 1932 stimmten 129 für die SPD, 71 für die KPD, einer für das Zentrum, 21 für die DNVP und 137 für die NSDAP.

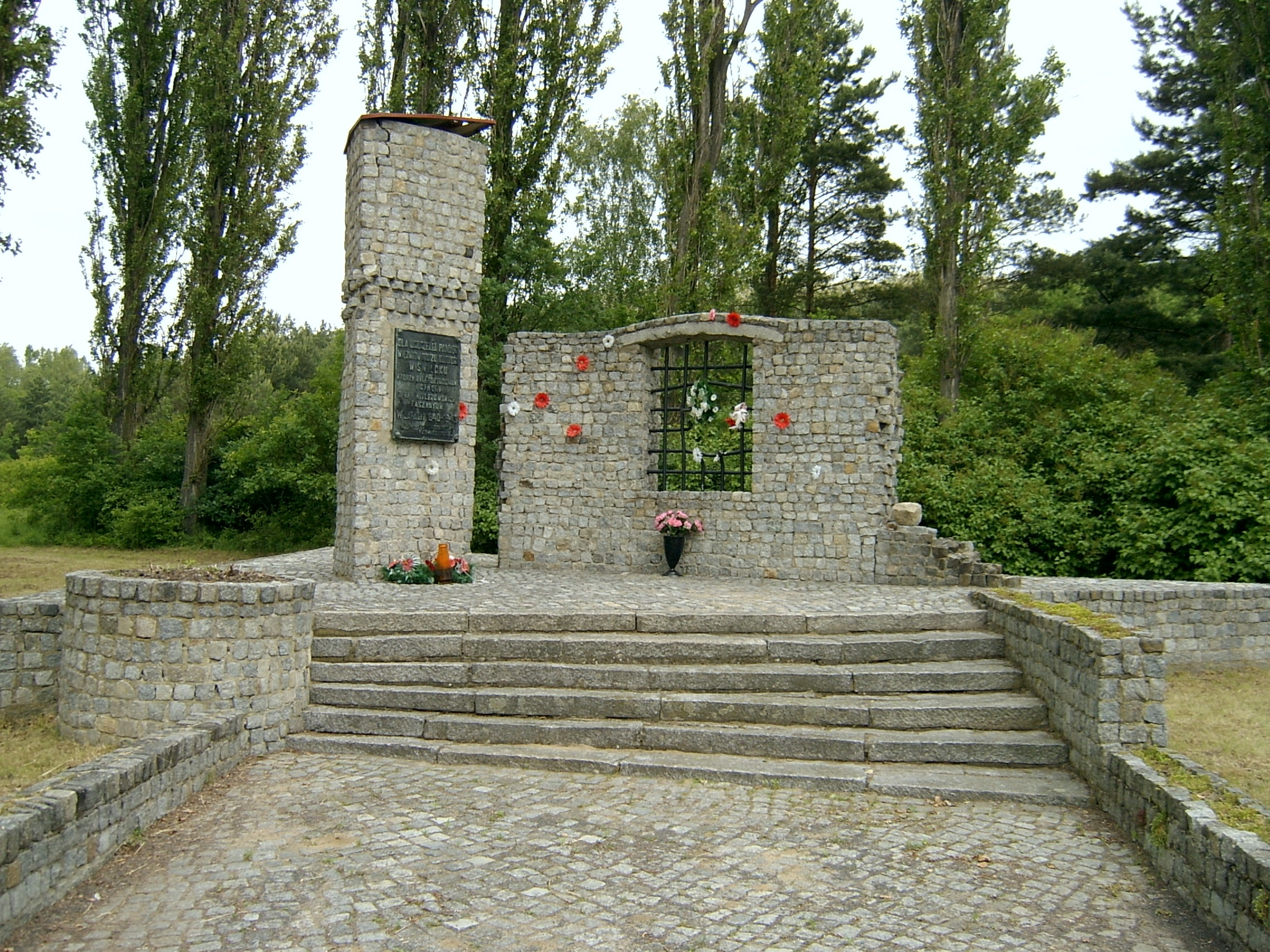
Arbeitslager-Gedenkstätte

Während des Zweiten Weltkrieges wurde im  Oktober 1940 bei Schwetig das Arbeitserziehungslager Oderblick für Polen, Belgier, Franzosen, Bulgaren, Niederländer, Jugoslawen, Russen, Ukrainer und Italiener errichtet. Das Lager an der Stelle des vormaligen Arbeiterlagers für den Autobahnbau war für 400 Häftlinge errichtet worden und unterstand der Gestapo-Leitstelle in Frankfurt (Oder). Lagerkommandant war SS-Obersturmführer Schneider, stellvertretender Lagerkommandant SS-Stabsscharführer Willi Dietrich. Da das Lager auch als erweitertes Gefängnis genutzt wurde, gab es eine Frauenabteilung, in der deutsche Frauen gefangen gehalten wurden. Ihre Behandlung war besser als die der anderen Insassen. Ende 1941 brach Flecktyphus aus und das Lager wurde bis zum 7. Mai 1942 vollständig isoliert.
Ab dem 30. Januar 1945 begann die Auflösung des Lagers, als 1.600 Häftlinge auf einen Todesmarsch zum KZ Sachsenhausen geschickt wurden. Wie viele den Marsch überlebten, ist nicht bekannt. Am 31. Januar 1945 wurden hier etwa 70 kranke Häftlinge in der Krankenbaracke eingeschlossen und verbrannt. Auch die anderen Baracken wurden verbrannt und dabei wahrscheinlich auch alle Unterlagen zu dem Lager.
Schwetig gehörte zum Landkreis Weststernberg, Regierungsbezirk Frankfurt, in der preußischen Provinz Brandenburg des Deutschen Reichs.
Zum Ende des Zweiten Weltkriegs flüchteten am 2. Februar 1945  die Einwohner von Schwetig in Richtung Frankfurt vor der herannahenden Roten Armee. Am 3. Februar nahm die 77. Schützendivision der sowjetischen 69. Armee den Ort kampflos ein.  Nach Kriegsende wurde die Region östlich der Oder-Neiße-Linie unter polnische Verwaltung gestellt. Es begann die Zuwanderung polnischer Zivilisten. Die geflohenen Einheimischen wurden von polnischen Milizionären an der Rückkehr gehindert. Die deutsche Ortschaft Schwetig wurde in Świecko umbenannt. 1977 wurde eine Gedenkstätte für die Opfer des Arbeitslagers errichtet.

### Demographie
| Jahr | Einwohnerzahl | Anmerkungen                                                |
| ---- | ------------- | ---------------------------------------------------------- |
| 1819 | 212           | [ 8 ]                                                      |
| 1831 | 410           | [ 8 ]                                                      |
| 1867 | 598           | am 3. Dezember                                             |
| 1871 | 615           | am 1. Dezember, darunter 614 Evangelische und ein Katholik |
| 1910 | 596           | [ 10 ]                                                     |
| 1933 | 613           | [ 11 ]                                                     |
| 1936 | 621           | [ 8 ]                                                      |
| 1939 | 624           | [ 11 ]                                                     |

### Kirchspiel
Die evangelische Bevölkerung des Dorfs Schwetig war bis 1945 im Nachbarort Reipzig eingepfarrt.

## Verkehr
Unweit des Ortes befindet sich auf polnischem Territorium der wichtige Autobahngrenzübergang Frankfurt (Oder)-Schwetig (Świecko).
Dieser ist der größte und meistfrequentierte Grenzübergang zwischen Deutschland und Polen.
In der Einreise bestehen drei Kontrollspuren für LKW, eine für Busse und drei für PKW.
Für die Ausreise sind maximal vier Spuren für LKW, ebenfalls eine Busspur und drei Spuren für PKW eingerichtet. Der Grenzübergang liegt auf der direkten Verbindung Berlin–Warschau–Moskau. Seit dem Schengenbeitritt Polens Ende 2007 befindet sich in den ehemaligen Gebäuden der Grenzabfertigungsanlage das Deutsch-Polnische-Polizei- und Zollzentrum, dessen Aufgaben in der Koordination der Zusammenarbeit der Sicherheitsbehörden beider Staaten im beiderseitigen Grenzgebiet besteht. In der Nähe der Ortschaft verläuft die Landesstraße 29 von Słubice nach Zielona Góra und die ehemalige Eisenbahnlinie von Kunowice nach Cybinka, die zuletzt für den Güterverkehr genutzt wurde.